# Rahmi Can Karadaş
Rahmi Can Karadaş (* 14. April 1995 in İzmit) ist ein türkischer Fußballspieler.

## Karriere
Karadaş begann mit dem Vereinsfußball in der Jugend von Gençlerbirliği Ankara und erhielt beim Drittligisten Hacettepe SK, dem Zweitverein der Gençlerbirliğis, im Juli 2015 einen Profivertrag. Etwa eine Woche später wurde er an den Viertligisten Ankara Adliyespor verliehen und gab bei diesem in der Ligabegegnung vom 23. August 2015 gegen Kahramanmaraş Büyükşehir Belediyespor sein Profidebüt.
Im Sommer 2019 kehrte er zum Erstligisten Gençlerbirliği Ankara zurück. Für die Rückrunde der Saison 2019/20 wurde er an Bayburt Grup İl Özel İdare GS verliehen.